# Bob Ferguson
Robert Watson Ferguson (* 23. února 1965 Seattle, Washington) je americký právník a politik a člen Demokratické strany, od ledna 2025 guvernér Washingtonu.
V mládí studoval na Washingtonské univerzitě a na Newyorské univerzitě. Po studiu chvíli pracoval ve městě Spokane. V letech 2004 až 2009 byl členem rady okresu King County, v letech 2009 až 2013 pak radě předsedal. V letech 2013 až 2025 působil jako generální prokurátor státu Washington. V roce 2024 byl zvolen guvernérem Washingtonu poté, co ve volbách porazil kandidáta Republikánů Dava Reicherta.
Je katolického vyznání, je ženatý a má dvě děti. Je také aktivní v hraní šachů.